# سوخوي سوبرجت 100

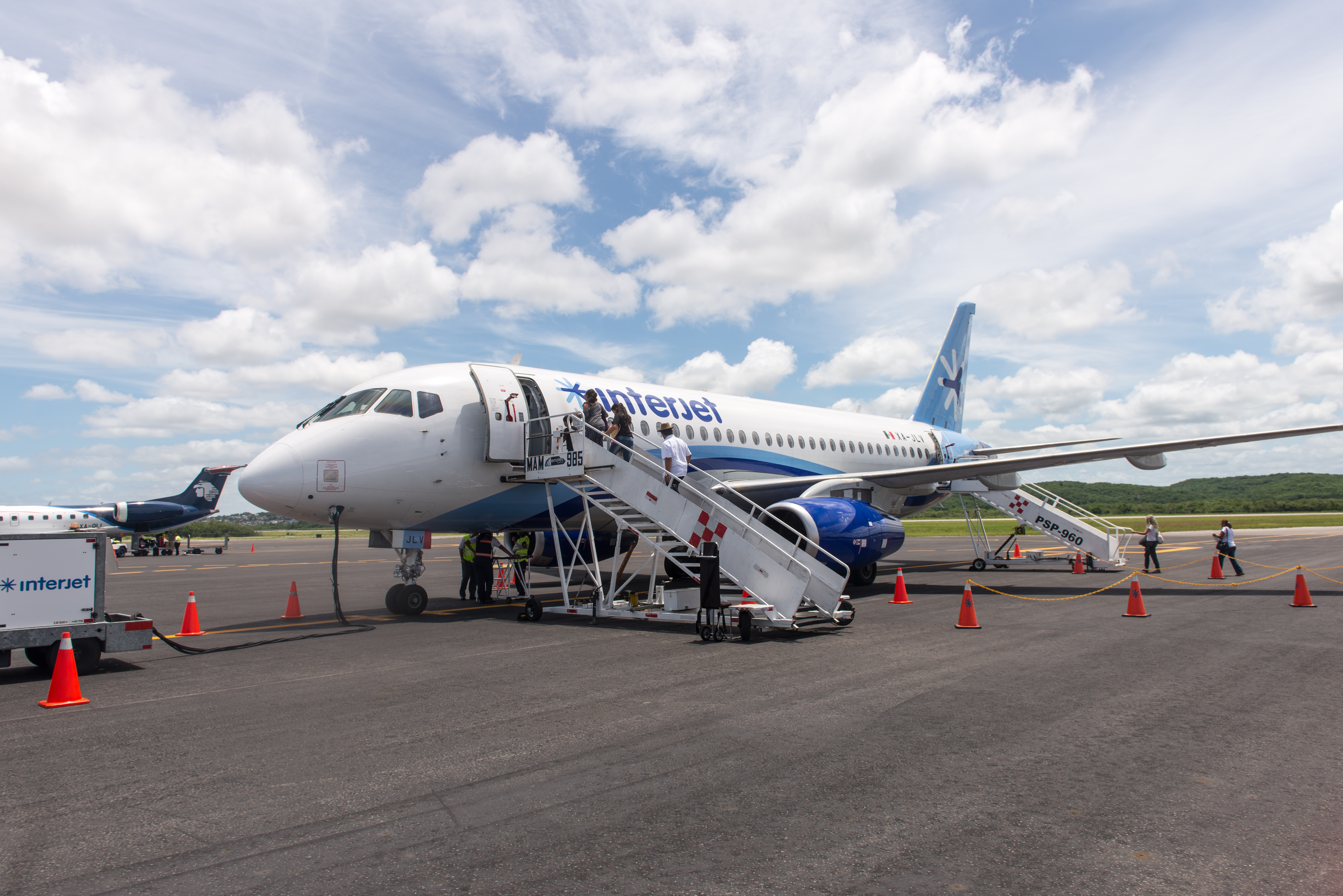
سوخوي سوبرجت 100 in Campeche, Mexico

سوخوي سوبرجت 100 (الروسية: Сухой Суперджет 100) هي طائرة نفاثة إقليمية مصممة ومصنعة من قبل شركة سوخوي الروسية وهي فرع من شركة الطائرات المتحدة (حاليًا: الطائرات الإقليمية - فرع شركة إيركوت)
. بدأ في تطويرها عام 2000، وقامت بأول رحلة تجريبية في 19 مايو 2008 وأول رحلة تجارية كانت في 21 أبريل 2011 مع الناقل الوطني الارميني آرمافيا.
الطائرة ذات وزن الإقلاع الأقصى (MTOW) من 46 إلى 49 طن، تتسع لـ 87 إلى 98 راكباً. وتحلق بمحركين نفاثين من طراز SaM146 مطور بتعاون بين شركة سافران الفرنسية وان بي او ساتورن الروسية. بحلول مايو 2018، كان قد دخل الخدمة 127 طائرة وحققت 300,000 رحلة ذات إيرادات من خلال 460,000 ساعة طيران. وبحلول نوفمبر 2021، سجل الأسطول ما لا يقل عن 2,000,000 ساعة. سجلت الطائرة ثلاث حوادث بفقد كامل و86 حالة وفاة اعتبارًا من نوفمبر 2021.